# Микогеография
Микогеогра́фия — раздел микологии, изучающий географическое распространение грибов. Как и в соответствующем разделе ботаники — географии растений, основными объектами изучения являются ареалы видов грибов и микофлоры.

## История
Впервые некоторые сведения по географическому распространению грибов были указаны Э. М. Фрисом в 1861—1862 годах. Фрис выделил всего два микологических пояса: умеренный (включая Арктику) и тропический (включая субтропики).
А. А. Ячевский, учитывая связь грибов с сообществами высших растений, распределил грибы в шести ботанико-географических царствах, разделённых на области, как принято в ботанической географии высших растений.
Б. П. Васильков (1955) указал на тесную связь географических и экологических отношений в распространении грибов, и рассматривал их распространение по растительным зонам. Во флоре шляпочных грибов СССР он выделил следующие зоны: зону арктических пустынь, тундровую, лесную (с двумя подзонами — тайги и широколиственных лесов), степную, пустынную и горную.
Примерно с середины XX века географические анализы грибов из различных систематических групп и произрастающих в различных регионах приводятся в работах многих авторов (П. Е. Сосина, Б. П. Василькова, Ж. Фавра, М. Ланге, А. С. Бондарцева, Г. Крайзеля, Э. Л. Нездойминого, Л. Н. Васильевой, С. П. Вассера, А. Е. Коваленко и других). К концу XX века, однако, не были разработаны общие принципы географического анализа. Расчленение микофлоры на географические элементы производится разными авторами по зональному или по региональному принципу, используется и соединение одновременно зонального и регионального принципов, как принято во многих работах по географии растений. Отчасти это объясняется тем, что в этой науке сохраняется много «белых пятен» — картина мирового распространения для большинства видов неполная, для представления специфических закономерностей географического распространения грибов и сопоставления классификаций ареалов ещё недостаточно данных. Даже при наличии значительного материала о распространении таксона, в работах часто отсутствует географический анализ.

## Основные понятия и обобщения
Понятия и термины, применяемые в географии грибов, в целом те же, что и в географии растений, но использование их может иметь свои особенности, обусловленные различиями в закономерностях распространения грибов и растений. К. А. Каламээс (1975) указывает, что классическое понятие элемента флоры нельзя механически переносить на микогеографический анализ, но в связи с недостаточностью данных о мировом распространении таксонов грибов, такой подход всё ещё преобладает. Основной единицей при проведении географических анализов может считаться элемент флоры, который характеризуется типами ареала. Типы ареала указывают как эндемичные (определённого региона), мультизональные (гриб распространён на нескольких континентах) или космополитные. Космополитными считаются таксоны, известные на всех материках, кроме Антарктиды.
Наиболее точно представление о мировом распространении таксона может выражаться по диагностической формуле Х. Мойзеля и соавторов (1965), например:
Agaricus silvicola (Vitt.) Pk
austrostrop — trop AFR + boreostrop — b. (suboz) AFR — EUR — VORDAS — SIB — OAS — JAP + NAM; temp. CIRCPOL
Условными сокращениями обозначаются соответствующие растительно-климатические зоны, установленные Мойзелем, Ягером и Вайнертом. Знак «—» означает непрерывность ареала, а знак «+», в географии растений обозначающий дизъюнкцию, для грибов может указывать на недостаточную изученность ареала таксона. Такими же условными, как дизъюнктивные, считаются и эндемичные типы ареала.
Основные обобщения, применяемые в исследованиях по географии грибов:
- ареалы грибов обычно обширны, охватывают различные климатические зоны, могут носить циркумполярный характер;
- распространение грибов преимущественно связано с распространением источников питания — субстратов и растений — микоризных партнёров;
- доминирование грибов в составе местной флоры находится в обратной зависимости от площади исследуемой территории;
- климат оказывает главным образом второстепенное влияние на распространение грибов, хотя есть грибы, ареалы которых ограничены климатическими факторами;
- сапротрофные грибы, как правило, более широко распространены, чем паразитные;
- ареалам грибов и лишайников, так же, как и мхов, соответствуют ареалы не видов, а родов семенных растений.

## Общие географические элементы микофлоры
- Эвриголарктический (голарктический) элемент был выделен А. Н. Окснером в 1943 году[6]. Эвриголарктические виды не приурочены к определённой растительно-климатической зоне, а проходят через все зоны Голарктики с севера до юга. Такие виды обладают широкой экологической амплитудой и относительно равномерно распространены по всей Голарктике или в определённом её секторе от арктической зоны до степей и пустынь, в горах они не связаны с горными поясами растительности[7]. В голарктическом элементе могут выделяться такие субэлементы[8], как лесной — виды, практически одинаково характерные для хвойных и лиственных лесов и собственно голарктический — виды, растущие вне леса.

- Мультирегиональный (по А. Н. Окснеру, С. П. Вассеру) элемент у разных авторов именуется по-разному: мультизональный, плюрирегиональный, бореотропический, убиквистический, биполярный и др. Объединяет виды, произрастающие в нескольких флористических царствах (включая Голарктику) и в различных климатических зонах. Согласно А. Н. Окснеру[9], к мультирегиональным видам следует относить такие, ареалы которых размещены на трёх и более континентах, один из которых находится вне Голарктики. Ареалы видов мультирегионального элемента могут иметь значительные различия, поэтому элемент часто разделяют на субэлементы и варианты. Представители его, хотя и распространены в разных регионах земного шара, всё же связаны с определёнными условиями произрастания и растительно-климатическими зонами, и потому распространены не азонально. Виды могут быть распространены на всех континентах кроме Антарктиды (то есть иметь космополитный тип ареала), тем не менее, для каждого такого вида или группы видов характерен собственный ареал. Некоторые виды, в настоящее время являющиеся космополитными, получили распространение в результате хозяйственной деятельности человека (например, шампиньон двуспоровый). Как и в голарктическом, в мультирегиональном элементе могут выделяться[8] лесной и собственно мультирегиональный субэлементы.

- Неморальный элемент выделен А. С. Лазаренко в 1944 году[10]. К нему относят виды, растущие преимущественно в широколиственных лесах, реже они могут встречаться в хвойных лесах, а некоторые распространяются вплоть до лесотундры и даже тундры[9]. Х. Х. Трасс[11] разделяет неморальные виды на эвнеморальные, встречающиеся только в Голарктике, и омнинеморальные, распространённые и в других флористических царствах. В Голарктике неморальные виды распространены дизъюнктивно, что отражает фрагментарный характер этой растительно-климатической зоны. Вне Голарктики омнинеморальные виды имеют разнообразное расселение: они могут обитать на всех континентах Южного полушария, или только на одном, или незначительно выходят за пределы Голарктики.

- Бореальный элемент — виды, растущие преимущественно в зоне хвойных лесов Голарктики и близких по условиям регионах Южного полушария. Из бореальной зоны они могут заходить в Арктику, особенно в гипоарктическую область, и в неморальную зону (широколиственные леса), а иногда и в степь. Бореальные виды Южного полушария А. Н. Окснер называет нотобореальными, а М. Ф. Макаревич[7] выделяет их в ранг самостоятельного элемента. По С. П. Вассеру, многие нотобореальные виды характерны и для хвойных лесов Голарктики, поэтому он включает их в бореальный элемент без придания ранга субэлемента.

- Ксеромеридиональный элемент обозначает виды, характерные для аридной зоны Голарктики — степей, полупустынь и пустынь. Название введено А. Н. Окснером[6], в фитогеографической литературе оно имеет множество синонимов: аридный, ксероконтинентальный, понтический, субпонтический, ксерофильный, субтропический, понтосамарский, паннонский и др. По М. Ф. Макаревич[7]:с.60, ареалы ксеромеридиональных видов располагаются обычно зонально южнее неморальной зоны, но часто могут наблюдаться отклонения.

- Монтанный элемент — виды, растущие в горных лесах Голарктики и в аналогичных условиях за её пределами. Х. Трасс[11] указывает, что этот элемент отличается «расплывчатым» характером, так как облигатных монтанных видов грибов относительно мало, другие же виды горных лесов имеют переходы к другим элементам, особенно бореальному. М. Ф. Макаревич[7] определяет монтанные виды как такие, которые могут снижаться из горно-лесного пояса в предгорья, реже на равнины, же или напротив, подниматься выше границы горных лесов. Она же делит их на две экологические группы — 1) связанные с преимущественно буковыми и буково-пихтовыми лесами нижнего горного пояса и с предгорьями, и 2) связанные с еловыми лесами верхнего пояса.

- Альпийский элемент содержит виды, произрастающие только в высокогорных альпийском и субальпийском поясах. Некоторые авторы (И. Г. Нахуцришвили[12]) к альпийским видам относят и такие, которые спускаются ниже субальпийских лугов, а иногда и встречающиеся на равнине. Так, Нахуцришвили к альпийскому элементу отнёс шампиньон таблитчатый, встречающийся в степях и полупустынях Евразии, в североамериканских прериях. С, П. Вассер считает такую трактовку ошибочной.